# Demi-sang d'Inde
Le Demi-sang d'Inde (anglais : Indian Half-Bred) est une race de chevaux originaire de l'Inde, provenant de croisements entre les races locales de type Marwari et Kathiawari, le Pur-sang, et le Waler. Il est utilisé pour la cavalerie, la police montée, et les sports équestres locaux tels que le polo.

## Histoire
Le demi-sang d'Inde n'est pas une race reconnue dans son pays d'origine, et il n'existe qu'un faible nombre d'informations à propos de ces chevaux. Il ne figure pas dans l'étude menée par l'université d'Uppsala, publiée en août 2010 pour la FAO, ni dans la base de données DAD-IS, ni dans la seconde édition de l'ouvrage de l'université de l'Oklahoma recensant les races de chevaux (2007), ni dans l'édition de 2016 de l'encyclopédie de CAB International, qui constitue la plus solide référence en la matière. Son existence est mentionnée dans les ouvrages des auteurs anglo-saxons dont Elwyn Hartley Edwards (1994) et Tamsin Pickeral (2003), ainsi que dans l'encyclopédie de Delachaux & Niestlé (2014).
Le Demi-sang d'Inde a reçu des influences variées. Au XIXe siècle, la cavalerie indienne fait surtout appel à des chevaux arabes. Plus tard, un grand nombre de walers sont importés depuis l'Australie, en raison de leur excellente réputation comme montures de cavalerie. Au début du XXe siècle, c'est au tour du Pur-sang d'influencer le cheptel local, faisant naître des demi-sangs. L'étalon pur-sang Thomas Jefferson est importé depuis l'Angleterre et stationne au haras militaire de Babugarh, puis au dépôt de remonte de Saharanpur, tous deux en Uttar Pradesh. 
Au moment de la partition des Indes, en 1947, les autorités indiennes gardent quatre chevaux français et huit Pur-sang britanniques.

## Description
La conformation est très variable, mais d'après Edwards (1994), la moyenne est autour de 1,57 m au garrot. Le guide Delachaux cite une fourchette de 1,50 m à 1,63 m.
Les oreilles recourbées en forme de croissant sont possibles, mais pas systématiques, et de façon moins évidente que chez le Marwari ou le Kathiawari. L'encolure est longue, le garrot sorti. Les épaules sont inclinées. Le poitrail est assez large. La croupe est musclée, les membres sont longs.
Les robes les plus courantes sont le bai et l'alezan, mais toutes les couleurs sont théoriquement possibles.
Son caractère est réputé bon, il est à la fois endurant, énergique, docile et rustique. Il est adapté au climat tropical.

## Utilisations

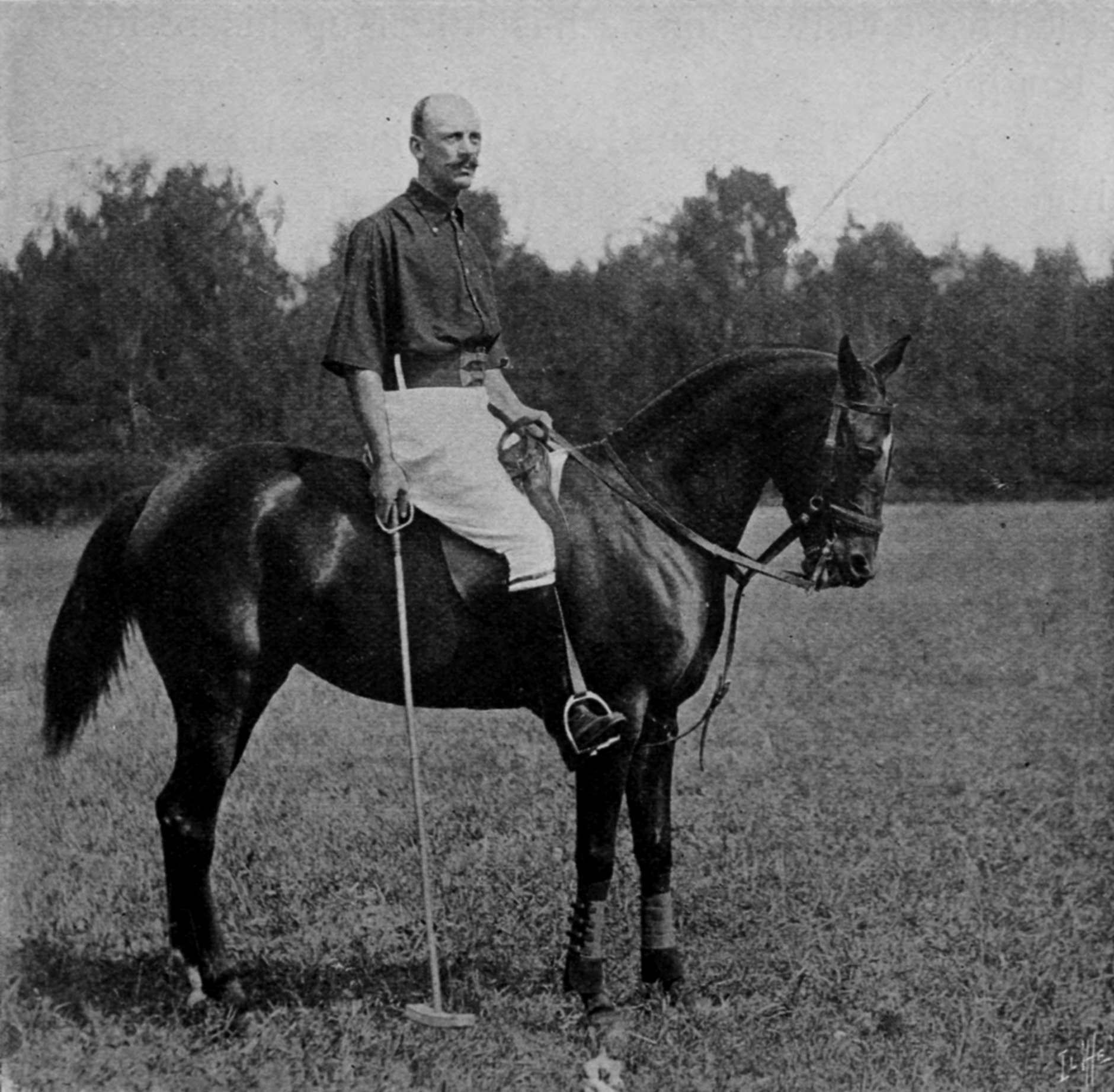
Le prince Serge Belosselsky et Negress, demi-sang d'Inde, en 1902.

Le Demi-sang d'inde est prioritairement un cheval de selle. Il fut à l'origine une monture de cavalerie, et est désormais adapté aux sports équestres. Il sert de monture pour la police montée ou encore le polo.

## Diffusion de l'élevage
le Demi-sang d'Inde forme une race propre à l'Inde, confidentielle et rare, ce qui pourrait être une conséquence de son origine récente.